# Slew rate
In einer elektronischen Verstärker- oder Treiberschaltung kann bei einer schnellen Änderung der Eingangsspannung unter Umständen die Ausgangsspannung nicht genauso schnell folgen. In der Elektronik gibt es eine als slew rate  bezeichnete maximale Flankensteilheit oder maximale Anstiegs- oder Abfallgeschwindigkeit (Anstiegsrate), mit der sich die Ausgangsspannung über den Aussteuerbereich ändern kann.

Im zeitlichen Verlauf nimmt ein Rechteckimpuls (rot) beim Passieren eines Verstärkers geneigte Flanken an (grün); idealisierte Darstellung

## Definition
Die slew rate {\displaystyle \mathrm {SR} } ist die maximale Spannungsanstiegsgeschwindigkeit der Ausgangsspannung {\displaystyle u_{\mathrm {a} }(t)}, wenn am Eingang eine Rechteckschwingung anliegt, die den Verstärker vollständig aufsteuert (Großsignal-Antwort):
{\displaystyle \mathrm {SR} =\left|{\frac {\mathrm {d} u_{\mathrm {a} }(t)}{\mathrm {d} t}}\right|_{\max }}
Die Begrenztheit des Anstiegs hat nicht nur Einfluss auf sprunghafte, sondern auch stetige Vorgänge. Für eine sinusförmige Spannung

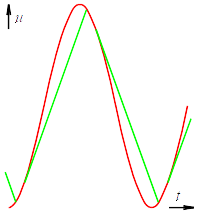
Ein Sinusverlauf (rot) kann infolge der slew rate stückweise abgeflacht werden zu einem Linearverlauf (grün)

{\displaystyle u(t)={\hat {u}}\sin(2\pi ft)}
ist die Steigung {\displaystyle u'(t)={\frac {\mathrm {d} u}{\mathrm {d} t}}} am größten im Nulldurchgang:
{\displaystyle \left|u'(t)\right|_{\max }=u'(0)=2\pi f{\hat {u}}\cos(2\pi ft){\bigg |}_{t=0}=2\pi f{\hat {u}}}
Die für eine unverfälschte Übertragung benötigte slew rate ist also proportional zur Signalamplitude {\displaystyle {\hat {u}}} und zur Frequenz {\displaystyle f}. Umgekehrt, bei einer nur begrenzt verfügbaren slew rate, überträgt ein Verstärker ein Signal mit großer Amplitude möglicherweise weniger korrekt als ein kleines Signal. Für eine unverzerrte Sinusschwingung am Ausgang legt die slew rate eine von der Amplitude abhängige Großsignal-Grenzfrequenz fest:
{\displaystyle f_{\max }={\frac {\mathrm {SR} }{2\pi {\hat {u}}_{\mathrm {a} }}}}

## Auswirkung
Konsequenzen aus der Begrenzung des Übertragungsverhalten durch die slew rate sind:
- Einer sprunghaften Änderung der Eingangsspannung folgt die Ausgangsspannung nur mit begrenzter Geschwindigkeit und dadurch unscharf verzögert.
- Einer sinusförmigen Eingangsspannung folgt die Ausgangsspannung nahezu dreieckförmig verzerrt, sobald die Änderung der Eingangsspannung eine höhere Anstiegsgeschwindigkeit erfordert als der Verstärker mit seiner slew rate zur Verfügung stellt.

## Anwendung
Bei Operationsverstärkern ist außer bei Gleichspannungsanwendungen das dynamische Verhalten zu beachten. Als Kenngrößen zur Auswahl eines geeigneten Verstärker-Typs werden in Datenblättern  sowohl die slew rate (sie betrifft das Großsignalverhalten) als auch die Transitfrequenz (sie betrifft das Kleinsignalverhalten) angegeben. Die slew rate liegt bei Universal-Operationsverstärkern vorzugsweise im Bereich 0,2 bis 50 V/µs (Volt pro Mikrosekunde). In Hochgeschwindigkeits-Ausführungen reicht sie bis etwa 5000 V/µs. Sie ist eine Eigenschaft des jeweiligen Typs und durch Schaltungsauslegung nicht veränderbar.
Bei Verstärkern zur Anwendung als Komparator, bei denen die interne Frequenzgangkorrektur weggelassen wird, „verbessern sich Slew Rate und Erholzeit ganz enorm“.